# Umbria
Umbria là một trong 20 vùng của Ý. Thủ phủ là Perugia. Vùng này có diện tích 8.456 km² và dân số khoảng 900.000 người.

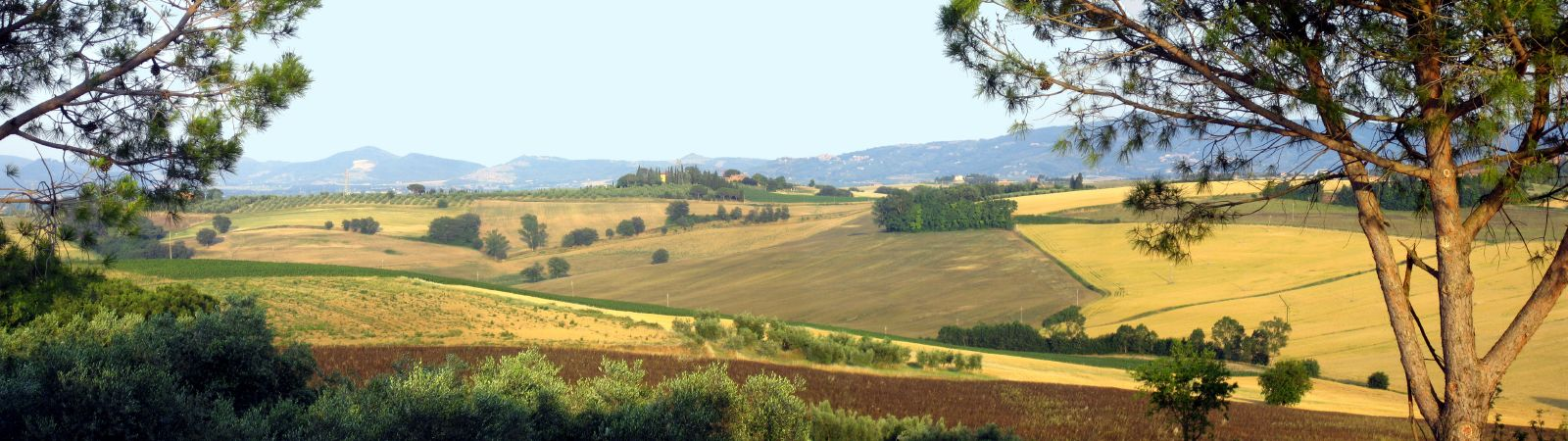
Cảnh một khu vực ở Umbria

Umbria nằm ở miền trung nước Ý, giá Tuscany về phía tây, Marche về phía đông và Lazio về phía nam. Vùng này chủ yếu là đồi núi. Địa hình chủ yếu chịu chi phối của các dãy núi Apennine về phía đông với đỉnh núi cao nhất là núi Monte Vettore ở ranh giới với Marche (2476 m =  8123 ft), và thung lũng Tevere với điểmt thấp nhất ở Attigliano (96 m = 315 ft).

## Các thành phố quan trọng
| Dân số > 100.000 - Perugia, PG - Terni, TR | Dân số > 30.000 - Foligno, PG - Città di Castello, PG - Spoleto, PG - Gubbio, PG | Dân số > 20.000 - Assisi, PG - Orvieto, TR - Bastia Umbra, PG - Narni, TR |